# 滿地寶
滿地寶（英語：Port Moody），又譯穆迪港，是加拿大卑詩省大溫哥華地區的一個城市，從三方包圍著布勒內灣的東部盡頭。滿地寶於東面和南面緊貼高貴林，西鄰本拿比，北面則與安莫尔和贝卡拉為鄰。滿地寶與高貴林港和高贵林三市以及安莫尔和贝卡拉两个村庄合稱為大溫地區的三联市，為三座城市之中面積最小者。
本市得名於不列颠哥伦比亚的创建者和第一任省督理察·古利文·穆迪（Richard Clement Moody，1813～1887），但有鑑「穆迪」一名在華語中與「墓地」發音相近，市政府於1998年決定採用意思較佳的「滿地寶」作其官方中文譯名。

## 歷史
在歐洲人抵達加拿大西岸前，現滿地寶一帶為斯誇米希和瑪斯昆原住民族於夏季進行捕獵之地。菲沙河谷於1858年發生淘金潮後，英國於同年正式設立卑詩殖民地，並於1859年將其首府設於菲沙河下游的新西敏市（華人稱之為「二埠」）。為了確保二埠萬一受到襲擊時當局仍能從布勒内灣進行補給，英國皇家工程兵在理查·穆迪上校（Richard Moody）率領下開拓了一條連接二埠和布勒内灣的道路，亦即現時的北路（North Road）。部分皇家工程兵在道路北端獲分配土地，而該帶亦於1859年以穆迪上校命名為（意譯為「穆迪港」），並逐步形成一個小鎮。
卑詩於1871年加盟加拿大聯邦，條件是聯邦政府需修建一條橫跨全國的鐵路連接卑詩和加拿大東部。此鐵路取名加拿大太平洋鐵路（CPR），而滿地寶亦於1879年被選為鐵路的西岸終點站。消息為滿地寶帶來一片地產投機熱，區内地價急劇上漲，而首班從蒙特婁開出的CPR列車於1886年7月4日抵達滿地寶終點站。然而，CPR的高層認為滿地寶介乎海岸和山丘之間的平地不足以應付日後發展，因此決定將總站向西遷移至現溫哥華市所在。失去其總站地位後，滿地寶的發展亦原地踏步。
踏入20世紀初，區内的經濟主要以鋸木和煉油等工業為主。滿地寶並於1913年正式設市。

## 人口
據2011年加拿大人口普查，滿地寶的人口為32,975人，較2006年普查結果上升19.9%，升幅為眾大溫地區城鎮之冠。
據2006年加拿大人口普查，市内住宅有10,125戶，當中8,015為自置物業。滿地寶全體居民中有45%已婚，6.25%為普通法結合（common-law），5.72%已離婚，24%是單身。30%居民宣稱自己是移民，較全國平均27%稍高。
滿地寶的家庭收入中位數達$70,239，為大溫地區城鎮中第四高，市内最大雇主為鷹嶺醫院（Eagle Ridge Hospital）和43號校區。

## 交通
滿地寶的公共交通服務是由運輸聯線提供。溫哥華架空列車千禧線的長青延線於滿地寶市內設有兩個車站，分別為滿地寶中心站和內灣中心站，而連接溫哥華市中心和米遜的西岸快車通勤鐵路亦於滿地寶中心站停靠。此外，市内亦有多條公車綫。
滿地寶市内沒有高速公路，主要東西向幹道則由班納公路和聖約翰街組成。班納公路和聖約翰街前身為卑詩省7A省道，但其省道資格已於2006年取消。

## 教育
滿地寶的公共教育服務由43號校區提供。市内有兩間高中，另外還有數家初中和小學。
滿地寶市内沒有高等院校，但本拿比的西門菲沙大學和道格拉斯學院的高貴林校園均離此處不遠。

## 氣候
| 滿地寶              | 滿地寶       | 滿地寶       | 滿地寶       | 滿地寶       | 滿地寶       | 滿地寶      | 滿地寶      | 滿地寶      | 滿地寶      | 滿地寶       | 滿地寶      | 滿地寶        | 滿地寶          |
| 月份                | 1月          | 2月          | 3月          | 4月          | 5月          | 6月         | 7月         | 8月         | 9月         | 10月         | 11月        | 12月          | 全年            |
| ------------------- | ------------ | ------------ | ------------ | ------------ | ------------ | ----------- | ----------- | ----------- | ----------- | ------------ | ----------- | ------------- | --------------- |
| 历史最高温 °C（°F） | 16.5 (61.7)  | 19 (66)      | 23 (73)      | 28 (82)      | 34.5 (94.1)  | 33.5 (92.3) | 33.5 (92.3) | 34 (93)     | 32.5 (90.5) | 28 (82)      | 19 (66)     | 15.5 (59.9)   | 34.5 (94.1)     |
| 平均高温 °C（°F）   | 5.5 (41.9)   | 7.5 (45.5)   | 9.9 (49.8)   | 12.8 (55.0)  | 16.4 (61.5)  | 18.9 (66.0) | 21.9 (71.4) | 22.3 (72.1) | 19 (66)     | 13.7 (56.7)  | 8.3 (46.9)  | 5.6 (42.1)    | 13.5 (56.3)     |
| 平均低温 °C（°F）   | 0.6 (33.1)   | 1.6 (34.9)   | 3.1 (37.6)   | 5.1 (41.2)   | 8.2 (46.8)   | 10.8 (51.4) | 12.9 (55.2) | 13.3 (55.9) | 10.9 (51.6) | 7.3 (45.1)   | 3.5 (38.3)  | 0.9 (33.6)    | 6.5 (43.7)      |
| 历史最低温 °C（°F） | −14 (7)      | −13 (9)      | −7.8 (18.0)  | −1 (30)      | 1.7 (35.1)   | 4.4 (39.9)  | 6.7 (44.1)  | 7.2 (45.0)  | 1 (34)      | −7 (19)      | −15.5 (4.1) | −16 (3)       | −16 (3)         |
| 平均降水量 mm（）   | 249.6 (9.83) | 199.7 (7.86) | 181.4 (7.14) | 142.6 (5.61) | 107.7 (4.24) | 90.2 (3.55) | 67.9 (2.67) | 66.1 (2.60) | 91.1 (3.59) | 186.5 (7.34) | 297 (11.7)  | 275.6 (10.85) | 1,955.4 (76.98) |
| 来源：加拿大環境部  |              |              |              |              |              |             |             |             |             |              |             |               |                 |

## 外部連結
- 滿地寶市官方網頁 （页面存档备份，存于）